# Петля Саара
Петля Саара (Заа́ршлайфе, нем. Saarschleife) — примечательная излучина реки Саар у Метлаха, природный памятник на границе Германии, Франции и Люксембурга и одна из основных достопримечательностей Саара. Самый красивый вид на речной изгиб с очертанием груши открывается со 180-метровой высоты с обзорной площадки Клёф в Оршольце. Также красивый вид открывается непосредственно с берега реки. Крутые скалистые утесы чередуются с осыпью и малыми каньонами.
Петля Саара начинается сразу за Бессерингеном и заканчивается в Метлахе. Расстояние между Бессерингеном и Метлахом составляет всего около двух километров, при этом примечательный участок имеет длину почти в десять километров. На лесистых хребтах у Петли Саара стоят церковь Святого Гангольфа с руинами бывшего монастыря и замка Монклер. В непосредственной близости находится Драйсбах, к которому возит паром.
Петля Саара считается символом земли Саар и привлекает к себе особое внимание во время визитов официальных лиц. Прусский король Фридрих Вильгельм IV посетил Петлю Саара и Клёф 29 сентября 1856 года. В 1863 году Петлю Саара посетил французский писатель Виктор Гюго, восхищавшийся красотой этого места. Адольф Гитлер был здесь 16 мая 1939 года. Установленная в честь этого визита памятная плита была впоследствии снесена. Канцлер Конрад Аденауэр 25 июня 1965 года встречался там с политиками Саара. Оскар Лафонтен и Герхард Шрёдер были 4 августа 1997 года, посетив Клёф и сфотографировались у Петли Саара. Бывший президент Франции Жак Ширак и президент Польши Лех Качиньский были там во время одной встречи на высшем уровне с канцлером Ангелой Меркель 5 декабря 2006 года.